# Mahaprasthana
Mahaprasthana – forma samobójstwa, hinduistyczna praktyka skrócenia sobie życia. Wybierana była przez osoby, podczas ostatniej pielgrzymki (jatra, tirthajatra). Polegała na pozostaniu w śniegu świętych gór Himalajów lub na rzuceniu się w ogień.